# Säurefeste Zellwand
Säurefeste Zellwand bezeichnet bei den Mykobakterien eine besondere Art von Zellwandaufbau, der diese Bakterien sehr resistent gegenüber Umwelteinflüssen, Säuren, Antibiotika und Phagozytose macht. 
Die säurefeste Zellwand kommt bei bestimmten grampositiven Bakterien vor und zeichnet sich durch eine Wachsschicht über dem Mureinsakkulus aus. Diese Wachsschicht besteht aus Mykolsäuren. Durch die extreme Undurchlässigkeit gegenüber hydrophilen und hydrophoben Stoffen kommt es bei diesen Bakterien zu einer langsamen Nahrungsaufnahme und langsamem Wachstum, die Generationszeiten sind besonders lang, bis über 24 Stunden. Eine Hemmung der Mykolsäure-Synthese ist durch Isoniacid und Pyrazinamid zu erreichen. 
Die Art der Mykolsäuren, die sich durch ihre langen aliphatischen Ketten unterscheiden, bestimmt oftmals die Pathogenität von Mykobakterien. Bei Mycobacterium tuberculosis sind die Mykolsäuren an Trehalose gebunden, und die Bakterien bilden bei ihrer Vermehrung schnurförmige Zellverbände (Cord factor).